# Гідравлічний молот

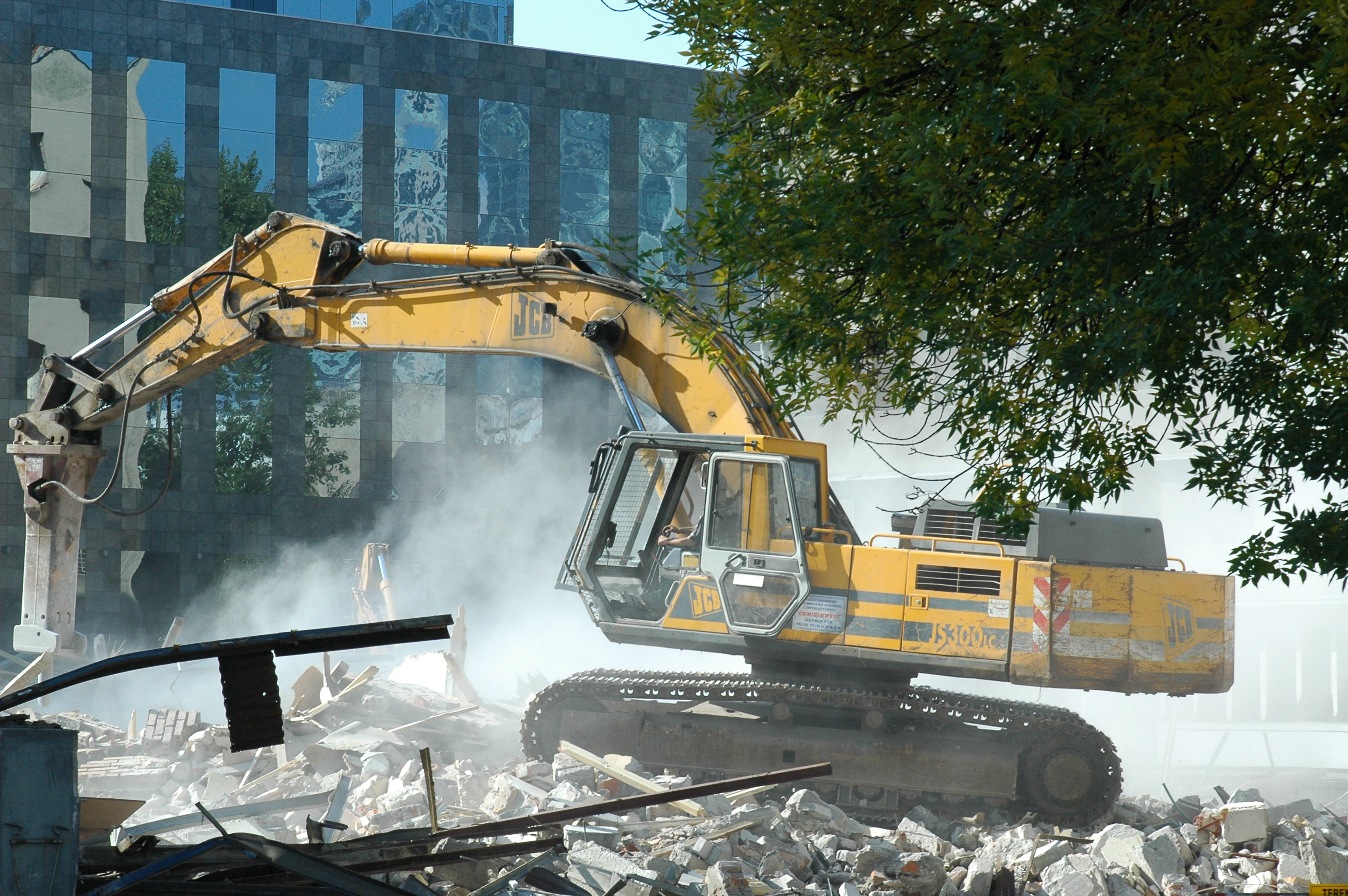
Гідравлічний молот змонтований на екскаваторі

Гідравлічний молот — потужний ударний молот встановлений на екскаватор для руйнування бетонних конструкцій або скель, забивання паль, тощо. Він живиться від гідравлічної системи, що міститься на екскаваторі.
Перший гідравлічний вимикач Hydraulikhammer HM 400 було винайдено 1967 року німецькою компанією Krupp (сьогодні — Atlas Copco) в Ессені.